# Храпливий Євген Васильович

Меморіальна таблиця на фасаді Аграрного університету в Дублянах

Євге́н-Спиридон Васи́льович Храпли́вий  (21 травня 1898, Лисівці Заліщицького повіту — 6 травня 1949, Ерланген, Баварія, Тризонія) — український громадський діяч, агроном та кооператор, професор УТГІ й УВУ, дійсний член НТШ (з 1935); ідеолог і практик суспільної агрономії в Галичині. Міністр сільського господарства в уряді Українського Державного Правління 1941.
Брат фізика Зіновія Храпливого та батько дитячої письменниці Лесі Храпливої.

## Життєпис
Євген Храпливий народився 21 травня 1898 року в Лисівцях Заліщицького повіту Королівства Галичини та Володимирії Австро-Угорської імперії (нині село Заліщицького району Тернопільської області України).
Від 1928 року — директор організації хліборобів «Сільський господар». Бувши видатним організатором, спричинився до піднесення галицького села, його молочарства і зокрема станової організації хліборобів «Сільський Господар». Успішно працював над розбудовою сільськогосподарської освіти, зокрема створив «Хліборобський Вишкіл Молоді», заснував Товариство українських агрономів і був першим його головою.
Член Українського технічного товариства. 1930 року обраний до правління товариства.

## Праці
Праці з питань сільського господарства і кооперації, в тому числі наукові:
- «Плекання рогатої худоби в Галичині» (1933),
- «Сільське господарство Галицько-Волинських Земель» (1936),
- «Господарство Холмщини і Підляшшя» (1944);

популярні:
- «Шляхи нашої суспільної агрономії» (1929),
- «Як піднести наше хліборобство» (1932),
- «Як працювати в „Хліборобському Вишколі Молоді”» (3 видання: 1937, 1940, 1942) та інші.

Храпливий був редактором журналу «Господарсько-кооперативний часопис» (1928—1934), «Українське молочарство» і засновником наукового журналу «Український агрономічний вісник» (1934—1938).
За редакцією Євгена Храпливого почала друкуватися «Сільськогосподарська енциклопедія».